# Campeonato Brasileiro de Voleibol Feminino de 1984
O Campeonato Brasileiro de Voleibol de Clubes de 1984 foi a sétima edição da competição na variante feminina com esta nomenclatura. O torneio foi realizado entre 1984 e 22 de janeiro de 1985, com equipes representando seis estados.

## Participantes
Bradesco, Rio de Janeiro

 Flamengo, Rio de Janeiro

 Supergasbrás, Rio de Janeiro

 Paulistano, São Paulo

 Pirelli, São Paulo

## Semifinais
| 13 de janeiro de 1985 | Bradesco-Atlântica | 3 — 1                   | Pirelli  | Ginásio do Tijuca Tênis Clube, Rio de Janeiro Público: 2 500 |
| 13 de janeiro de 1985 | 9 15               | Set 1 Set 2 Set 3 Set 4 | 15 8 6 4 | Ginásio do Tijuca Tênis Clube, Rio de Janeiro Público: 2 500 |

| 13 de janeiro de 1985 | Supergasbrás  | 3 — 2                         | Flamengo/Limão Brahma | Ginásio do Tijuca Tênis Clube, Rio de Janeiro |
| 13 de janeiro de 1985 | 15 13 15 5 15 | Set 1 Set 2 Set 3 Set 4 Set 5 | 10 15 13 15 12        | Ginásio do Tijuca Tênis Clube, Rio de Janeiro |

## Final

### Primeira partida
| 17 de janeiro de 1985 | Supergasbrás | 3 — 0             | Bradesco-Atlântica | Ginásio do Maracanãzinho, Rio de Janeiro |
| 17 de janeiro de 1985 | 15           | Set 1 Set 2 Set 3 | 3 2 6              | Ginásio do Maracanãzinho, Rio de Janeiro |

### Segunda partida
| 20 de janeiro de 1985 | Bradesco-Atlântica | 3 — 2                         | Supergasbrás | Ginásio do Maracanãzinho, Rio de Janeiro |
| 20 de janeiro de 1985 | 12 6 15 17 15      | Set 1 Set 2 Set 3 Set 4 Set 5 | 15 10 15 3   | Ginásio do Maracanãzinho, Rio de Janeiro |

### Terceira partida
| 22 de janeiro de 1985 | Supergasbrás | 2 — 3                         | Bradesco-Atlântica | Ginásio do Maracanãzinho, Rio de Janeiro |
| 22 de janeiro de 1985 | 15 14 6      | Set 1 Set 2 Set 3 Set 4 Set 5 | 3 8 16 15          | Ginásio do Maracanãzinho, Rio de Janeiro |